# 1803
1803 (MDCCCIII) var ett normalår som började en lördag i den gregorianska kalendern och ett normalår som började en torsdag i den julianska kalendern.

## Händelser

### Mars
- 1 mars – Ohio blir den 17:e delstaten att ingå i den amerikanska unionen.[1]

- 7 mars – Brand i Sundsvall.[2]

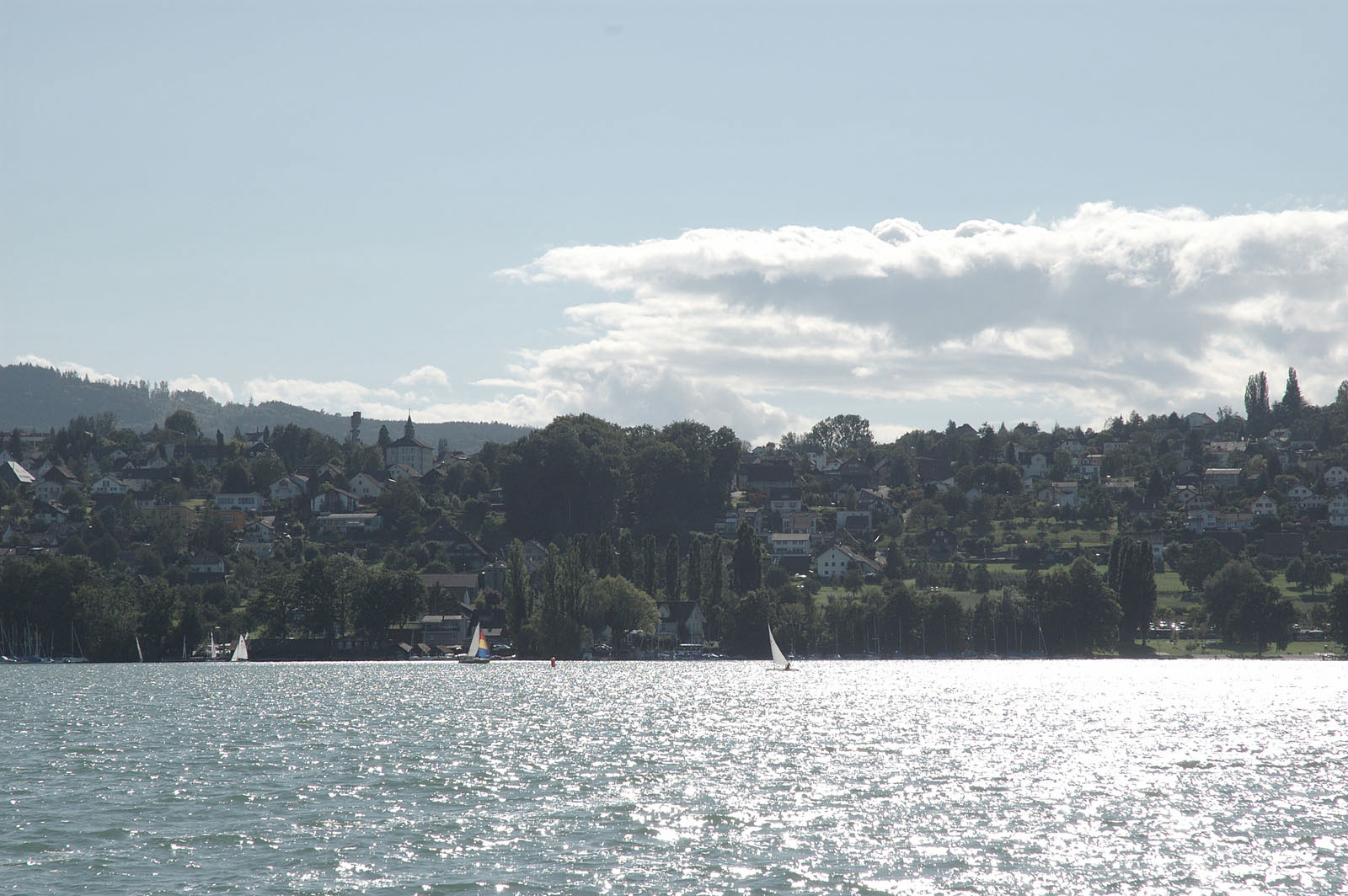
Aargau.

- 9 mars – Aargau blir kanton i Schweiz.[3]
- 10 mars – Schweiziska edsförunbet återskapas.[4]
- 31 mars – En lokal förordning om enskifte införs i Skåne.[5] Bakgrunden till detta var att friherre Rutger Macklean på Söderslätt hade genomdrivit ett enskifte av arrendatorernas splittrade åkerarealer till stora sammanhängande åkerytor. Nya bostäder byggdes ute vid de nya åkerenheterna. Byarna och bygemenskapen sprängdes. Friherre Mackleans privata enskifte var anledningen till Gustav IV:s förordning och det skulle bli fler föreskrifter med åren. Dessa statliga ingripanden blev viktiga faktorer i strävan att öka landets foder- och livsmedelsproduktion.[5]

### April
- 30 april – USA och Frankrike genomför det så kallade Louisianaköpet.[6]

### Juni
- 9 juni – Matthew Flinders genomför den först kända Australien-omseglingen.[7]
- 26 juni – Efter att Gustav IV Adolf har brutit förlovningen med den mecklenburgska prinsessan Louise Charlotte ingås ett avtal med hertigen av Mecklenburg i Malmö för att blidka denne. Mot en pantsumma på 1.250.000 riksdaler pantsätter Sverige staden Wismar till hertigen på 100 år. När de 100 åren har gått (1903) kan Sverige antingen återlösa staden, överlämna den till den mecklenburgske hertigen, eller vänta i ytterligare 100 år (till 2003) med affären.
- Juni – Gustav IV Adolf reser till Tyskland.

### September
- 7 september – Brand i Sundsvall.[2]
- 15 september – Brand i Avesta.[2]

### November
- 1 november – Ostindiska Kompaniets armé i Indien på 10.000 man under general Gerard Lake kämpar mot Scindias marathiska armé med 9.000 man veteraninfanteri och 5.000 man kavalleri i slaget i Laswari.

### Okänt datum
- Thomas Telford påbörjar bygget av Caledonian Canal och förbättring av vägarna i Skottland.[8][9]
- En svensk myntrealisation genomförs, varvid 15 miljoner riksgäldssedlar inlöses med 10 miljoner riksbankssedlar. Pantsumman för Wismar (se ovan) kom väl till pass vid transaktionen.[10]
- Erik Gustaf Geijer får Svenska Akademiens stora pris för Äreminne öfver riksföreståndaren Sten Sture den äldre.[11]

## Födda

### Första kvartalet

#### Januari
- 3 januari – Alexander Randall, amerikansk politiker, kongressledamot 1841–1843. (död 1881)
- 15 januari – John H. Harmanson, amerikansk demokratisk politiker, kongressledamot 1845–1850. (död 1850)

#### Februari
- 3 februari – Felix Mendelssohn, tysk kompositör och dirigent. (död 1847)
- 6 februari – Asahel Peck, amerikansk politiker och jurist, guvernör i Vermont 1874–1876. (död 1879)
- 9 februari – Anders Johan Sandstedt, svensk hemmansägare och riksdagsman. (död 1886)
- 18 februari – Camille Roqueplan, fransk målare. (död 1855)

#### Mars
- 21 mars – Adolf August Friedrich Rudorff, tysk jurist. (död 1873)
- 22 mars – Abner Coburn, amerikansk affärsman och politiker, guvernör i Maine 1863–1864. (död 1885)

### Andra kvartalet

#### April
- 7 april – Flora Tristan, fransk socialist och feminist. (död 1844)

#### Maj
- 24 maj – Charles Lucien Bonaparte, fransk naturforskare och ornitolog. (död 1857)

#### Juni
- 8 juni – Henry James, brittisk geodet. (död 1877)
- 24 juni – George James Webb, brittisk-amerikansk kompositör. (död 1887)

### Tredje kvartalet

#### Juli
- 12 juli – Pierre Chanel, Oceaniens skyddshelgon. (död 1841)
- 31 juli – John Ericsson, svensk uppfinnare. (död 1889)

#### Augusti
- 3 augusti – Joseph Paxton, brittisk trädgårdsmästare och arkitekt. (död 1865)

#### September
- 21 september – Axel Eurén, svensk präst, skolman och författare. (död 1879)

### Fjärde kvartalet

#### Oktober
- 24 oktober – Albert Smith White, amerikansk politiker, senator 1839–1845. (död 1864)

#### November
- 14 november – Jacob Abbott, amerikansk författare. (död 1879)
- 29 november
  - Christian Doppler, österrikisk matematiker och fysiker. (död 1853)
  - Gottfried Semper, tysk arkitekt. (död 1879)

#### December
- 11 december – Hector Berlioz, fransk kompositör. (död 1869)
- 31 december
  - Amalia Assur – Sveriges första kvinnliga tandläkare. (död 1889)
  - Richard Stockton Field, amerikansk politiker, senator 1862–1863. (död 1870)
  - Johann Carl Fuhlrott, tysk naturforskare, neandertalmänniskans upptäckare. (död 1877)

## Avlidna

### Första kvartalet

#### Januari
- 30 januari – Fredrik Sparre, 71, svensk greve och ämbetsman, rikskansler 1792–1797.

#### Februari
- 1 februari – Anders Chydenius, 73, svensk präst, politiker, framstående filosof inom klassisk liberalism.
- 3 februari – María Isidra de Guzmán y de la Cerda, 35, spansk akademiker.

#### Mars
- 29 mars – Gottfried van Swieten, 69, nederländsk bibliotekarie.

### Andra kvartalet

#### April
- 19 april – Emanuel De Geer, 54, svensk militär, kammarherre och riksråd samt kanslipresident 1786–1787.

#### Maj
- 9 maj – Stevens Thomson Mason, 42, amerikansk politiker, senator 1794–1803.
- 18 maj – Samuel Livermore, 71, amerikansk politiker, senator 1793–1801.

#### Juni
- 6 juni – Josiah Tattnall, amerikansk politiker och militär, senator 1796–1799, guvernör i Georgia 1801–1802.

### Tredje kvartalet

#### Juli
- 27 juli – Uno von Troil, 57, svensk ärkebiskop sedan 1786.

#### Augusti
- 18 augusti – James Beattie, 67, skotsk filosof och författare.

#### September
- 5 september – Choderlos de Laclos, 61, fransk författare.

### Fjärde kvartalet

#### Oktober
- 2 oktober – Samuel Adams, 81, amerikansk politiker.

#### November
- 14 november – Christian Erdmann Kindten, 51, tysk orgelbyggare.

#### December
- 12 december – Fredrik Adolf, 53, svensk prins, son till Adolf Fredrik och Lovisa Ulrika av Preussen.
- 18 december – Johann Gottfried Herder, 59, tysk filosof, författare, historiker och pedagog.

### Fotnoter
1. ↑  ”World Statesmen (läst 3 april 2011)”. http://www.worldstatesmen.org/US_states_O-R.html#Ohio.
2. 1 2 3  ”Värmlands brandhistoriska klubb”. Arkiverad från originalet den 12 oktober 2011. https://www.webcitation.org/62NB7kO36?url=http://www.brandhistoriska.org/olyckor_se.html. Läst 16 mars 2011.
3. ↑  ”World Statesmen (läst 7 april 2011)”. http://www.worldstatesmen.org/Swiss_Cantons1.html#Aargau.
4. ↑  ”World Statesmen (läst 7 april 2011)”. http://www.worldstatesmen.org/Switzerland.html.
5. 1 2  Hans Dahlberg, Vårt 1800-tal, sid 21.
6. ↑  Ramklint, Ulla Britta (1998). ”Världens största markaffär”. Populär historia (nr. 4):  sid. 20-25. http://popularhistoria.se/artiklar/varldens-storsta-markaffar/.
7. ↑  ”British History Timeline”. BBC History. http://www.bbc.co.uk/history/british/timeline/empireseapower_timeline_noflash.shtml. Läst 17 februari 2008.
8. ↑  Williams, Hywel (2005). Cassell's Chronology of World History. London: Weidenfeld & Nicolson. sid. 354. ISBN 0-304-35730-8
9. ↑  Palmer, Alan; Veronica (1992). The Chronology of British History. London: Century Ltd. sid. 239–240. ISBN 0-7126-5616-2
10. ↑  Svensk Historia, Alf Henrikson, sid 748.
11. ↑  Hans Dahlberg, Vårt 1800-tal, sid 40-41